# Железнодорожный транспорт в Кении
Железнодорожный транспорт Кении — железнодорожный транспорт на территории Кении.

## История

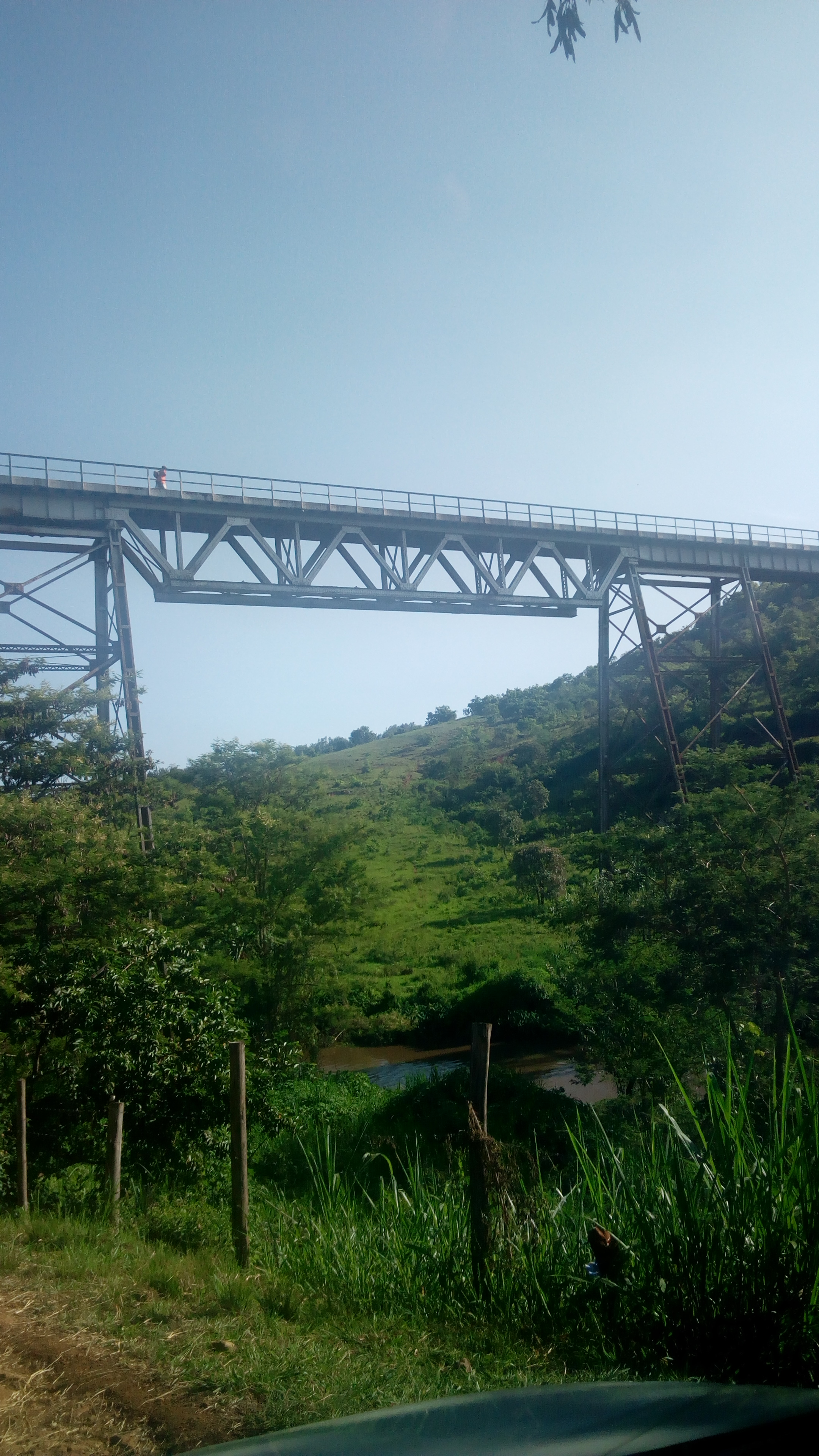
Железнодорожный мост

Первая железнодорожная линия на территории Кении была введена в эксплуатацию в 1901 году. Это была Угандийская железная дорога метровой колеи.
В 1948 году все железнодорожные линии британских колониальных территорий Кении, Уганды и Танганьики были объединены под управлением единой администрации, и до 1977 года железнодорожный транспорт трёх уже независимых стран работал под управлением одной железнодорожной компании. С 20 января 1978 года железные дороги Кении стали управляться автономно.
На 1988 год протяжённость железнодорожных линий в Кении составляла 2650 км, а на 2014 год — 3334 км. Подвижной состав дороги на 1988 год: 239 тепловозов, 591 пассажирский вагон, 6552 грузовых вагона.

### Дороги европейской колеи
В январе 2011 года в Восточной Африке начали реализовывать проект по строительству железнодорожной магистрали со стандартной колеёй — 1435 мм, для объединения пять государств входящих в Восточноафриканское сообщество (Бурунди, Кению, Руанду, Танзанию, Уганду) в единую сеть. При этом в Руанде и Бурунди железнодорожная инфраструктура будет строиться с нуля. К январю 2017 года пассажирское движение от Момбасы до Найроби на старой британской линии шириной 1000 мм закрылось Вместо этого 31 мая 2017 года был торжественно открыт 605 километровый скоростной железнодорожный участок стандартной колеи, которую построила Китайская дорожно-мостовая корпорация. Новая железная дорога достигла горы Сусвы. Также озвучивались планы продлить железнодорожные линии новой колеи в соседние страны — Уганду, Эфиопию, и Южный Судан.
Тем временем железным дорогам приходится испытывать всё более жёсткое соперничество со стороны автомобильных дорог и других видов транспорта.

## Железнодорожные связи со смежными странами
- Уганда — да, одинаковая ширина колеи 1000 мм.
- Танзания — да, одинаковая ширина колеи 1000 мм.
- Эфиопия — нет, одинаковая ширина колеи 1435 мм.
- Южный Судан — нет, изменение ширины колеи с 1435 мм на 1067 мм.
- Сомали — нет железных дорог.